# Ágatha Bednarczuk
Ágatha Bednarczuk, född 22 juni 1983, är en brasiliansk beachvolleybollspelare.
Bednarczuk tog – tillsammans med lagkamraten Bárbara Seixas – guld vid beachvolleyboll-VM 2015 och silver vid olympiska sommarspelen 2016.